# Руец
Ру̀ец е село в Североизточна България. То се намира в община Търговище, област Търговище.

## История

### Древност
Археологическите изследвания на Хенриета Тодорова върху материалната култура „Овчарово“ се основават и на открититет в землището на Руец три поселения от древността. Първото от тях е селищна могила от халколита, наричана днес Калайджи дере. Тя е с диаметър 60 м и височина 6 – 7 м, като е разположена на 2,5 км югозападно от селото, на брега на приток на река Врана. Вторият обект е селище от ранния неолит, наричано Руец 1. То е разположено върху платото южно от селото и от чашата на язовир Руец. Третият обект е селище от ранния неолит, наричано днес Руец 2 и разположено южно от селото, върху платото над селищната могила Калайджи дере.

### Античност
От всички регистрирани находки в Търговищко най-голям е броят на тези от периода на античността. В могилно погребение край Руец са открити находки, съдържащи тракийско въоръжение – бронзова ризница, шлем, меч, железни стрели.

### Османски период
Настоящото село е основано през 16 век от т. нар. юруци, тоест пастири, както по това време в Османската империя са наричали мюсюлманите от нетурски произход. Първоначално се е намирало на около километър южно от настоящото село. В края на 19 и началото на 20 век населението бързо нараства поради заселването на много български родове, бежанци от Одринска Тракия, както и преселници от Дряновския и Габровския Балкан. През 30-те години на 20 век е преименувано от първоначалното му име Юруклери на село Христо Ботев, което име носи няколко години, след което приема настоящото си име.
Около селото има редица доказателства за човешко присъствие от хилядолетия. Многобройни са тракийските могили, като някои от намерените в тях предмети са изложени в Националния исторически музей. В землището на селото има и три селищни могили, останки от манастир от второто българско царство, както и теке на ислямски светец. Първата история на селото е написана от Кънчо Стоянов, дългогодишен читалищен деятел и зам. кмет на селото.

## Население
Численост на населението според преброяванията през годините:
| \| Година на преброяване \| Численост \| \| --------------------- \| --------- \| \| 1934 \| 1345 \| \| 1946 \| 1215 \| \| 1956 \| 1155 \| \| 1965 \| 1200 \| \| 1975 \| 1160 \| \| 1985 \| 1141 \| \| 1992 \| 1010 \| \| 2001 \| 1031 \| \| 2011 \| 717 \| \| 2021 \| 485 \| |           |
| Година на преброяване | Численост |
| 1934 | 1345      |
| 1946 | 1215      |
| 1956 | 1155      |
| 1965 | 1200      |
| 1975 | 1160      |
| 1985 | 1141      |
| 1992 | 1010      |
| 2001 | 1031      |
| 2011 | 717       |
| 2021 | 485       |

### Етнически състав
Преброяване на населението през 2011 г.
Численост и дял на етническите групи според преброяването на населението през 2011 г.:
|                     | Численост | Дял (в %) |
| Общо                | 717       | 100.00    |
| Българи             | 175       | 24.40     |
| Турци               | 518       | 72.24     |
| Цигани              |           |           |
| Други               |           |           |
| Не се самоопределят | 19        | 2.64      |
| Неотговорили        | 2         | 0.27      |